# Чуваш-Кубово (платформа)
Чува́ш-Ку́бово — железнодорожная платформа Башкирского региона Куйбышевской железной дороги. Пригородное сообщение. Грузовые и пассажирские операции не производятся.